# Нови медии
Нови медии е пространен термин в областта на медиите и комуникациите, който се появява в края на 20 век, за да отрази навлизането на компютърни технологии в традиционни средства за информация като написаното и произнесеното слово, филмите, изображенията, музиката. Терминът е до голяма степен синоним на дигитални медии и е обект на дебати, защото границите и обхватът му трудно могат да бъдат точно определени.
Сливането между нови и традиционни медии - печат, телевизия и радио - става възможно благодарение на интерактивните възможности на компютърните, информационните и комуникационните технологии, компютризираните потребителски устройства и особено много – Интернет. Рамките на понятието са широки и в него са вложени много и различни разбирания и очаквания. Едно от схващанията е, че новите медии съдържат в себе си възможността да достъп при поискване на съдържание по всяко време, до всяка точка, през произволно цифрово устройство, както и възможност за интерактивна обратна връзка от потребителя, креативно участие и образуване на общностна мрежа около медийното съдържание. Друго важно очакване от новите медии е „демократизиране“ на процесите на създаване, публикуване, разпространение и потребление на медийното съдържание. Това, което разграничава новите от традиционните медии, е способността на дадено медийно съдържание да бъде цифровизирано. Съществува и динамичният аспект на производството на съдържание, което производство може да се осъществява в реално време.
В този смисъл, излъчването на филм по HD цифрова телевизия на дигитален плазмен екран продължава да е пример за традиционна медия, докато хартиен плакат на местна рокгрупа, съдържащ уеб адрес, на който феновете могат да намерят информация и музикални файлове за сваляне, е пример за комуникация, извършена чрез нови медии.

## Примери за нови медии
- CD и DVD, когато са използвани с комуникационна или рекламна цел
- Уеб сайтове
- Чат
- Електронна поща (e-mail)
- Форуми, новини
- Блогове
- Социални мрежи
- Приложения за мобилни телефони